# Ибикера
Ибикера (порт. Ibiquera)  —  муниципалитет в Бразилии, входит в штат Баия. Составная часть мезорегиона Северо-центральная часть штата Баия. Входит в экономико-статистический микрорегион Итабераба. Население составляет 3516 человек на 2006 год. Занимает площадь 1010,776 км². Плотность населения — 3,5 чел./км².

## Статистика
- Валовой внутренний продукт на 2003 год составляет 15 336 078,00 реалов (данные: Бразильский институт географии и статистики).
- Валовой внутренний продукт на душу населения на 2003 год составляет 3867,86 реалов (данные: Бразильский институт географии и статистики).
- Индекс развития человеческого потенциала на 2000 год составляет 0,572 (данные: Программа развития ООН).